# Martha Mattox
Martha Mattox (Natchez, 19 giugno 1879 – Sidney, 2 maggio 1933) è stata un'attrice statunitense che, proveniente dal teatro, si fece notare come caratterista all'epoca del cinema muto.

## Filmografia
- The Sleeping Beauty, regia di Harry C. Mathews - cortometraggio (1913)
- While the Children Slept - cortometraggio (1913)
- Willy Walrus, Detective, regia di Allen Curtis - cortometraggio (1913)
- Beau and Hobo, regia di Allen Curtis - cortometraggio (1914)
- A Small Town Girl, regia di Allan Dwan - cortometraggio (1915)
- Buckshot John, regia di Hobart Bosworth (1915)
- The Caprices of Kitty, regia di Phillips Smalley (1915)
- The Liberty Party, regia di Chance Ward - cortometraggio (1915)
- The Hungry Actors, regia di Hal Roach - cortometraggio (1915)
- The Chronicles of Bloom Center, regia di Marshall Neilan - serial cinematografico (1915)
- Landing the Hose Reel, regia di Marshall Neilan - cortometraggio (1915)
- Shoo Fly, regia di Burton L. King - cortometraggio (1915)
- Small Town Stuff, regia di Norval MacGregor - cortometraggio (1916)
- The Come Back of Percy, regia di Marshall Neilan - cortometraggio (1915)
- A Thing or Two in Movies, regia di Marshall Neilan - cortometraggio (1915)
- The Run on Percy, regia di Sidney Smith - cortometraggio (1915)
- Perkin's Pep Producer, regia di Sid Smith - cortometraggio (1915)
- No Sir-ee Bob!, regia di Sid Smith - cortometraggio (1916)
- When the Circus Came to Town, regia di Sidney Smith - cortometraggio (1916)
- Apple Butter, regia di Sidney Smith - cortometraggio (1916)
- The Beauty Hunters, regia di William Robert Daly - cortometraggio (1916)
- Small Town Stuff, regia di Norval MacGregor - cortometraggio (1916)
- Polly Put the Kettle On, regia di Douglas Gerrard (1917)
- Dorothy Dares, regia di Ruth Stonehouse - cortometraggio (1917)
- Polly Redhead, regia di Jack Conway (1917)
- What the ---?
- Her Primitive Man, regia di Harry D'Elba - cortometraggio (1917)
- The Townsend Divorce Case, regia di Harry D'Elba - cortometraggio (1917)
- Money and Mystery, regia di Henry McRae - cortometraggio (1917)
- A Limb of Satan, regia di Ruth Stonehouse - cortometraggio (1917)
- The Clean-Up, regia di William Worthington (1917)
- The Lair of the Wolf, regia di Charles Swickard (1917)
- The Charmer, regia di Jack Conway (1917)
- Triumph, regia di Joseph De Grasse (1917)
- A Romany Rose, regia di Marshall Stedman - cortometraggio (1917)
- A Prairie Romeo, regia di Lynn F. Reynolds - cortometraggio (1917)
- A Prince for a Day, regia di Marshall Stedman - cortometraggio (1917)
- All'assalto del viale (Bucking Broadway), regia di John Ford (1917)
- Donne selvagge (Wild Women), regia di John Ford (1918)
- L'oro dei ladri (Thieves' Gold, regia di John Ford (1918)
- La goccia scarlatta (The Scarlet Drop), regia di John Ford (1918)
- The Rough Lover, regia di Joseph De Grasse (1918)
- Danger, Go Slow, regia di Robert Z. Leonard (1918)
- Rosalind at Redgate, regia di Ruth Stonehouse - cortometraggio (1919)
- La bestia nera (The Wicked Darling), regia di Tod Browning (1919)
- The Sealed Envelope
- The Scarlet Shadow, regia di Robert Z. Leonard (1919)
- La diva del Tabarin (The Delicious Little Devil), regia di Robert Z. Leonard (1919)
- Ace High
- The Ghost Girl
- Posta indiana
- Eve in Exile, regia di Burton George (1919)
- Huckleberry Finn, regia di William Desmond Taylor (1920)
- The Sheriff's Oath
- The Butterfly Man, regia di Louis J. Gasnier, Ida May Park (1920)
- Old Lady 31, regia di John Ince (1920)
- A Cumberland Romance, regia di Charles Maigne (1920)
- Firebrand Trevison, regia di Thomas N. Heffron (1920)
- Everybody's Sweetheart, regia di Alan Crosland e Laurence Trimble (1920)
- The Girl of My Heart, regia di Edward J. Le Saint (1920)
- Breaking Through, regia di Robert Ensminger - serial cinematografico (1921)
- Conflict, regia di Stuart Paton (1921)
- The Son of Wallingford, regia di George Randolph Chester e Lillian Christy Chester -  (1921)
- A Game Chicken, regia di Chester M. Franklin (1922)
- Il torrente (Torrent), regia di Monta Bell (1926)